# Инвар
Инвар е феромагнитна сплав на желязо с 36% никел. Има много малък коефициент на топлинно разширение при температура от -80 до 100 °С. Създадена е през 1896 г. от швейцарския учен Шарл Едуар Гийом, за което той получава Нобелова награда за физика през 1920 г. Инвар намира приложение при изработването на физически уреди, измервателни инструменти и др.
С подобни свойства са суперинварът (64% желязо,32% никел,4% кобалт) и неръждясващият Инвар (54% кобалт,37% желязо,9% хром).